# Burgos (Sassari)
Burgos je italská obec (comune) ležící v sardinské provincii Sassari, asi 130 km severně od Cagliari a 50 km jihovýchodně od města Sassari. Podle odhadu z 31. prosince 2004 žije v Burgos 1023 obyvatel a rozkládá se na ploše 18,3 km².
Burgos sousedí s následujícími obcemi: Bottidda, Esporlatu, Illorai.